# 트라야누스의 다키아 전쟁
다키아 전쟁 (101–102년, 105–106년)은 트라야누스 황제 집권기에 로마 제국과 다키아 간에 벌어졌던 두 차례의 전역이다. 이 전쟁은 모이시아의 다뉴브 속주들에 대한 다키아의 지속적인 위협 및 로마 제국의 경제적 부에 대한 커져가는 수요에서 유발되었다.
트라야누스는 다키아인들이 히스트리아 잔투에서 로마군을 격퇴하던:215 카이사르 이전 시대:213이래로, 로마의 안건으로 있었던 마케도니아와 그리스 북쪽 및 다뉴브 동쪽에 있는 다키아로 관심을 향했다. 서기 85년에, 다키아인들은 다뉴브강을 넘어가 모이시아를 약탈하였고(p. 216)(p. 53) 도미티아누스 황제가 이들에 맞서 보낸 로마군을 패배시켰다.:217 로마군은 88년에 타파이 전투에서 패전했고 강화 조약이 체결되었다.:217
트라야누스 황제는 다키아를 향한 적대 행위를 재개하였고, 확실치 않은 다수의 전투 끝에,:219 디카아의 왕 데케발루스를 101년 제2차 타파이 전투에서 패배시켰다.:54 트라야누스의 군대가 다키아의 수도 사르미제게투사 레기아를 향해 압박을 가해오자, 데케발루스는 한번 더 강화를 청했다.:329 데케발루스는 그 이후 몇 년간 세력을 회복하여 105년에 다시 로마 주둔군을 공격했다. 이에 대항하여 트라야누스는 다시 다키아로 진격했고,:222 사르미제게투사 공방전에서 다키아의 수도를 공격하여, 파괴했다.:223 다키아를 평정한, 트라야누스는 그 뒤에 동방의 파르티아를 공격했고, 그의 정복지는 로마 제국을 최대 판도로 확장시켜 냈다. 로마의 동방 국경은 한동안 위성국 체제를 통해 간접 통치를 받았으며, 이 시기의 서방보다는 직접적인 군사 활동은 덜했다.:39

## 초기 충돌
기원전 82-44년 사이에 군림했으며, 가장 위대한 다키아의 왕이라 여겨지는 부레비스타 이래로, 다키아인들은 로마 제국의 위협으로 떠올랐다. 카이사르는 다키아인들에 대한 원정 착수 계획을 세우기도 했었다. 부레비스타가 사망한 기원전 44년 이후 다키아의 상속 문제가 다키아를 독자적으로 운영되는 4개 (기록에 따라서는 5개)의 부족 국가라는 분열로 이끌면서, 이 위협은 줄어들었다. 이후에 아우구스투스는 다키아가 '요구 사항들'을 대가로 마르쿠스 안토니우스에게 맞서 지원을 제공하겠다는 사절단을 보낸 뒤에, 다키아와 분쟁으로 이어졌으며, 이 요구 사항들에 대해선 기록되어 있지 않다. 아우구스투스는 이 제안을 거부하였고 다키아인들은 마르쿠스 안토니우스에게 지원을 해주었다. 기원전 29년에, 아우구스투스는 다키아에 그 이전 해의 집정관이었던 마르쿠스 리키니우스 크라수스 디베스가 지휘하는 몇 차례 보복성 원정을 실시하여,, 막대한 피해를 일으키고 다키아의 다섯 왕 중에 세 명을 사살시켜 냈다. 이 승리에도 불구하고 판노니아와 모이시아에 대한 다키아의 약탈을 수 년간 계속되었지만, 다키아의 위협은 사실상 종료되었다.:9–10
그런 뒤에, 로마 국경 지대를 따라 상대적으로 평화로웠던 116년간의 해가 지나고, 서기 85년에서 서기 86년 사이의 겨울에 디우르파네우스 (Diurpaneus) 장군이 이끄는 두라스의 군대가 모이시아 속주를 공격하여, 속주의 총독이었던 전직 집정관 오피우스 사비누스를 살해했다.

## 도미티아누스의 다키아 전쟁
도미티아누스 황제는 군단을 데리고 파괴된 속주로 가 모이시아 인페리오르와 모이시아 수페리오르의 통제권을 재확립한 다음, 다가오는 다음 시기에 다키아를 공격할 계획을 세웠다. 다음 해인 서기 87년에 새로운 군단들이 도착하면서, 도미티아누스는 제1차 다키아 전쟁이 된 전쟁을 시작한다. 디우르파네우스 장군은 도미티아누스에게 강화를 제안하는 사절단을 보냈다. 이 제안은 거부되었고 친위대 사령관 코르넬리우스 푸스쿠스는 선박 위에 지어진 다리로 5개 혹은 6개 군단과 함께 다뉴브강을 건너 다키아로 향했다. 로마군은 제1차 타파에 전투에서 디우르파네우스에게 매복을 당하여 패했고, 디우르파네우스는 그후 데케발루스 (다키아어로 "용감한 자")로 개명하였으며, 이 전투의 결과로 다키아의 새로운 왕으로 추대되었다. 푸스쿠스는 전사했고 군단들은 군단기를 잃으며, 굴욕감을 더하였다. 88년에, 로마의 공세는 계속됐고, 이 시기에 테티우스 율리아누스가 지휘하던 로마군은 사르미제게투사의 외각 요새에서, 또한 현재의 Bucova이라는 마을 근처에 해당하는 테파에에서 다키아군을 격퇴시켰다. 이 전투 이후, 이제는 다키아의 4개 연합 부족의 왕이었던 데케발루스는 강화를 요청했으나, 다시 거절되었다. 도미티아누스는 나중에 이 제안을 받아들였는데, 게르마니아 수페리오르의 총독 루키우스 안토니우스 사투르니누스가 도미티아누스에게 대항하여 마르코만니족, 콰디족, 사르마티아계 부족 야즈굴얌스족 등과 동맹을 맺고 일으킨 반란을 진압하기 위해 라인강 지역을 따라 군단들이 필요했기 때문이었다.

## 1차 전쟁의 원인들

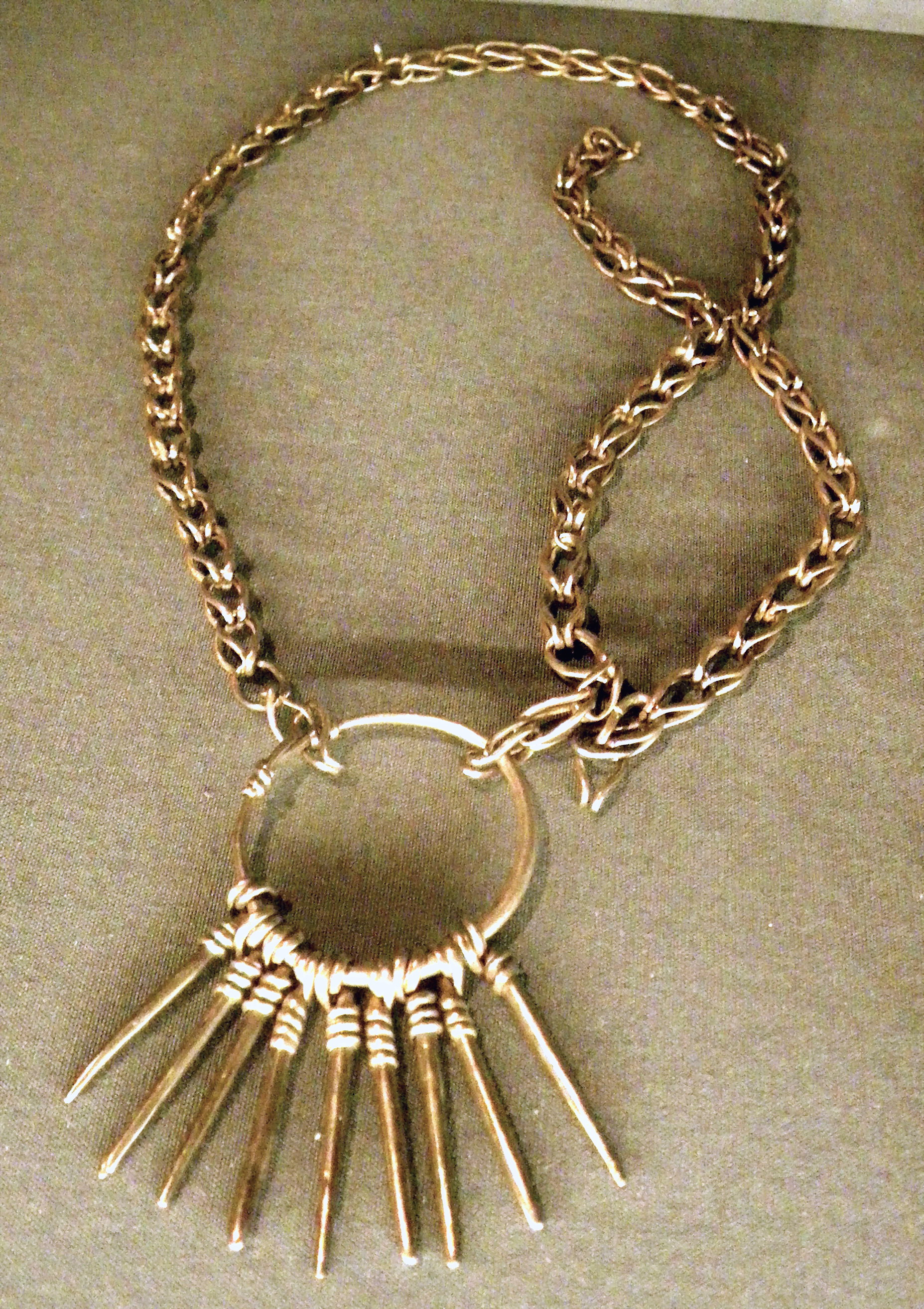
다키아의 황금

1세기 내내, 로마의 정책은 이웃한 국가들과 속주들에서 나오는 위협들을 즉시 억제하는 것이었다. 제1차 타파에 전투 이후로 그 해에 결정적이지 못하고 값비싼 비용이 든 로마의 승리가 이뤄진 뒤에 채결된 강화 조약은 로마 제국에 좋은 것은 아니었다. 89년 강화 조약 이후에 데케발루스는 왕으로 (rex amicus) 인정받음과 함께, 로마의 위성국의 왕이 되었다. 그는 일시불의 금액, 연간 재정적 지원, 장인들, 로마의 국경을 보호하기 위한 공성 무기를 지원받았다. 장인들은 다키아인들이 자신들의 방어 시설을 강화하는 데 사용되었다. 일부 역사가들은 이 강화 조약이 부적절한 평화였고 96년 9월에 도미티아누스의 암살로 이어졌을 것이라 생각한다. 도미티아누스와 외교에서 어느정도 협력이 있었음에도, 데케발루스는 로마를 계속해서 적대했다.
이 당시에, 로마는 주로 유럽 전역의 군사 침략과 부분적으로는 네로 황제가 발행한 저품질의 금화로 인한 경제적 어려움을 겪고 있었다. 다키아의 황금과 다른 값비싼 교역 상품들에 관한 고질적인 소문들은 다키아인들의 반항적인 행동이 그랬듯이, 이들이 "굴복하지 않았고 길들여지지 않았다"라며 분쟁을 부추겼다.
그러나, 다른 긴급한 요인들도 로마가 행동에 나서게끔 하였다. 연구자들은 히스파니아와 갈리아의 전사들같이 보통 귀족들인, 야만인들인의 10%정도만이 검을 접할 수 있다고 추측하였다. 이와 대조적으로 다키아는 철과 구리 등의 자원들이 풍부했고 능숙한 금속 세공업자들이 있었다. 다이카인들의 많은 비율이 검을 소유하여, 로마의 군사적 이점들을 크게 감소시켰다.:30 다키아는 침공 시에 충분히 동원 가능한, 250,000명의 잠재적 전투원들을 자랑했다. 이들은 이웃한 몇몇 국가들과 동맹을 맺었고 로마가 적으로 여기던 세력들과 좋은 관계에 있었다. 로마는 구체적인 방어 정책이 없었고 방어전을 계속할 수 없었을 것이다. 이에 따라, 군인 및 전술가로서 경험이 풍부한 신임 황제 트라야누스는 전쟁 준비를 시작했다. 다키아가 상당한 위협으로 간주되었다는 것은 트라야누스가 다른 국경에서 군대를 철수시켰고, 그 군대가 위험할 정도로 인원이 부족했다는 사실에서 볼 수 있다.:7–8

## 제1차 전쟁

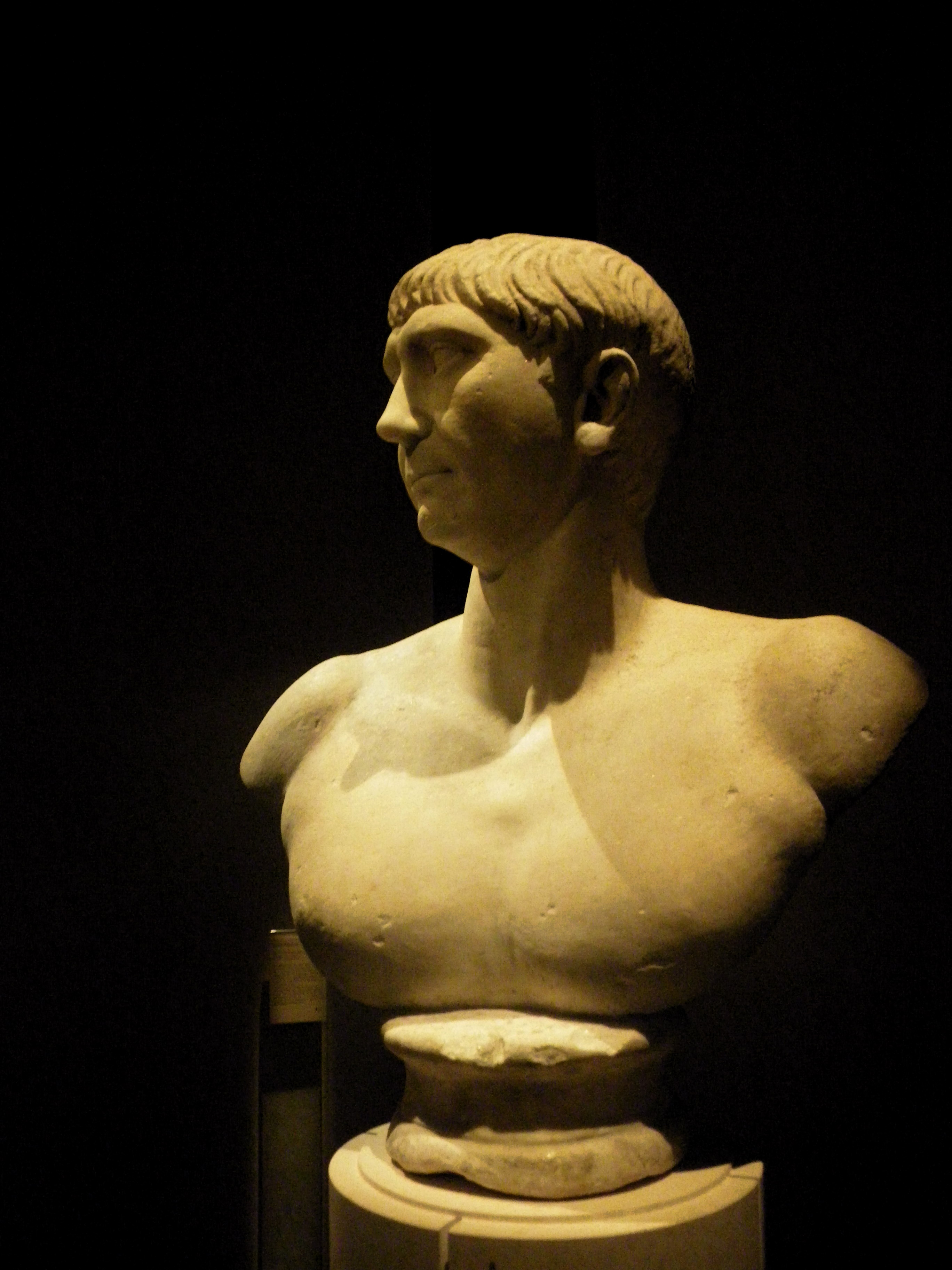
트라야누스

원로원의 전쟁을 위한 축복을 받은 후, 101년쯤에 트라야누스는 다키아로 진격할 준비가 돼 있었다. 이 전쟁은 로마의 군사적 능력과 공학 기술들이 잘 드러난 전쟁이었다. 로마의 공세는 두 개의 군단이 선두에 서게 되어, 다키아의 심장부로 줄곧 진격했고, 길을 따라 도시들과 마을들을 불태웠다. 트라야누스는 제2차 타파에 전투에서 다키아군을 물리쳤다.
101-2년 겨울에, 트라야누스 휘하의 로마군은 다키아인들과 동맹이던 다뉴브 북쪽의 사르마티아족계 부족인 록솔라니족의 공격에 대비하며 이아투루스강과 로시트사강의 합류 지점인 이후 니코폴리스 아드 이스트룸라는 도시가 되는 인근에 모였고, 로마가 승리를 거둬 앞에 언급한 도시의 이름이 명명되었다.
102년에 데케발루스는 추가적인 소규모 교전 이후에 강화 조약을 맺기로 결정한다. 이 전쟁은 로마의 중요한 승리로 결정지어졌다. 이후 트라야누스 다리라고 알려진 다리가 로마 군단병의 이동을 돕도록 드로베타의 다뉴브강 너머로 건설되었다. 아마 이 당시와 앞으로 몇 세기간 가장 컸을 것인 이 다리는, 다마스쿠스의 아폴로도로스가 설계했고 미래에 있을 전쟁에 로마군의 이동을 더 빠르게 하도록 도와주는 걸 의도되었다. 강화 조건에 따라, 데케발루스는 호전적인 이주민들의 북쪽과 동쪽 방향의 위험할 수 있는 공격에 대한 튼튼한 동맹 구역을 형성하기 위하여 로마에서 기술적 그리고 군사적 지원을 얻었다. 이 지원 자원들은 대신에 다키아의 요새를 재건하고 군대를 강화하는 데 사용되었다. 그 이후에 곧 데케발루스는 다시 한번 로마인들에게 적대하였다.

## 제2차 다키아 전쟁
1차 전쟁 이후, 데케발루스는 한동안 로마에 순응했지만, 곧 로마를 적대하는 부족들과 함께 반란을 일으켰고 다뉴브강 너머의 로마 식민지들을 약탈했다. 대담함과 낙천적인 천성에 충실했던, 트라야누스는 105년에 2차 전쟁을 위한 병력을 모았다.

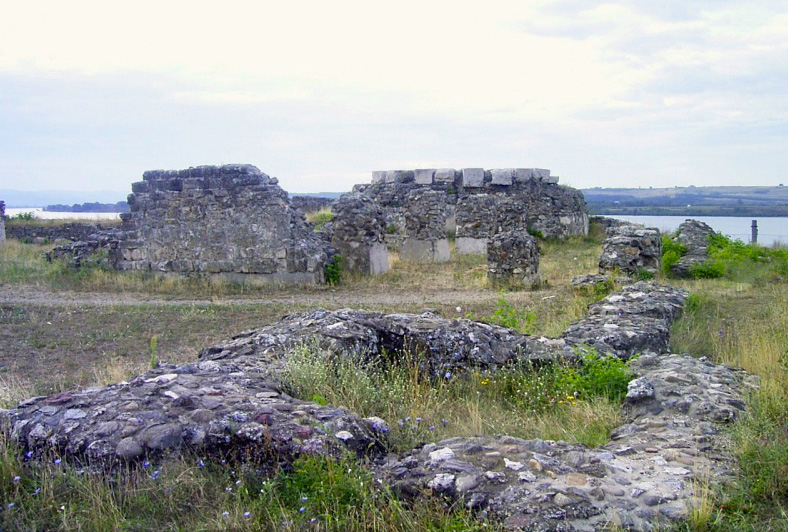
트라야누스 다리의 잔해

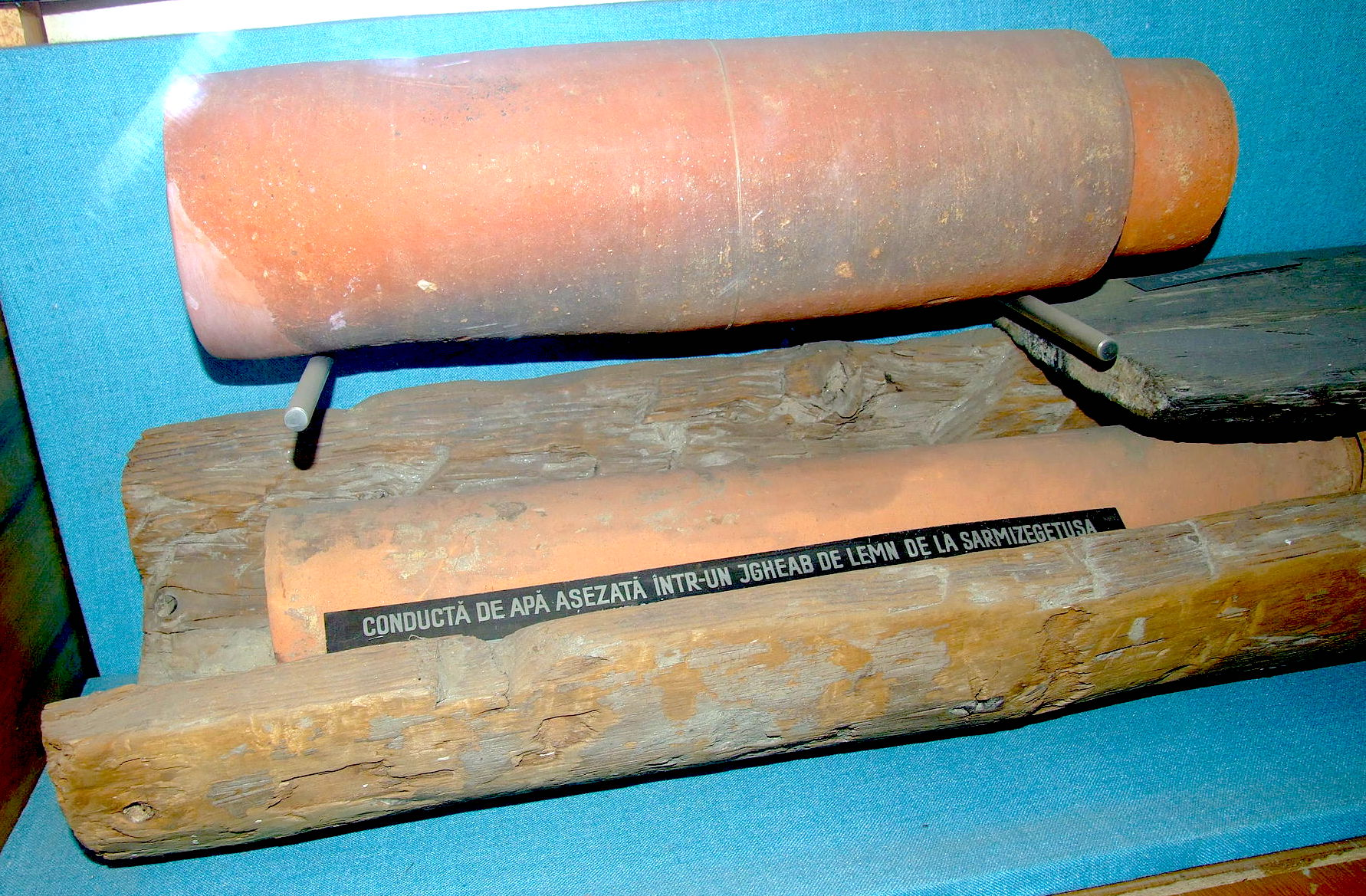
다키아의 수로관

첫 번째 분쟁 때처럼, 제2차 전쟁에는 로마군에 값비싼 비용을 치르게 한 몇 차례 유격전이 있었다. 많은 수의 동맹 부족군을 맞이한, 로마 군단은 결정적 승리를 거두는 데 어려움을 겪었고, 두 번째 잠정적인 강화 조약을 야기하였다. 결국엔, 데케발루스의 행동과 그의 반복된 강화 조약 위반으로 자극받은, 로마는 다시 병력을 동원하고, 105년에 공격을 가하였다. 다음 해에 로마군은 조금씩 다키아의 수도 사르미제게투사를 둘러싼 산악 요새들을 정복했다. 최종적인 결정적 승리는 아이두릭스 제2군단과 플라비아 펠릭스 제4군단, 페라타 제6군단의 분견대 (벡실라티오)가 참여한 가운데, 106년 여름에 사르미제게투사 성벽 인근에서 벌어졌다.
다키아군은 첫 번째 공격을 격퇴했지만, 토착민 귀족의 배반의 도움을 받아, 로마군은 다키아 수도의 수로관을 찾아내 파괴하였다. 물과 식량이 떨어져가자, 수도는 결국엔 함락당하고 파괴당하였다. 데케발루스는 달아나지만, 로마군 기병대의 추격을 받다가, 항복하기보다는 자결을 택하였다. 그럼에도, 전쟁은 계속되었다. 믿을 만한 다키아 왕의 신뢰를 받던 비키릴스 (Bicilis)의 배신덕에, 로마군은 사그게시아/사르게티아강에서 데케발루스의 보물을 발견하는데, 그 규모는 카르코피노가 평가하길 금 165,500 kg과 은 331,000 kg이라고 한다. 마지막 전투는 포롤리숨 (Moigrad)에서 벌어졌다.

## 종결과 여파

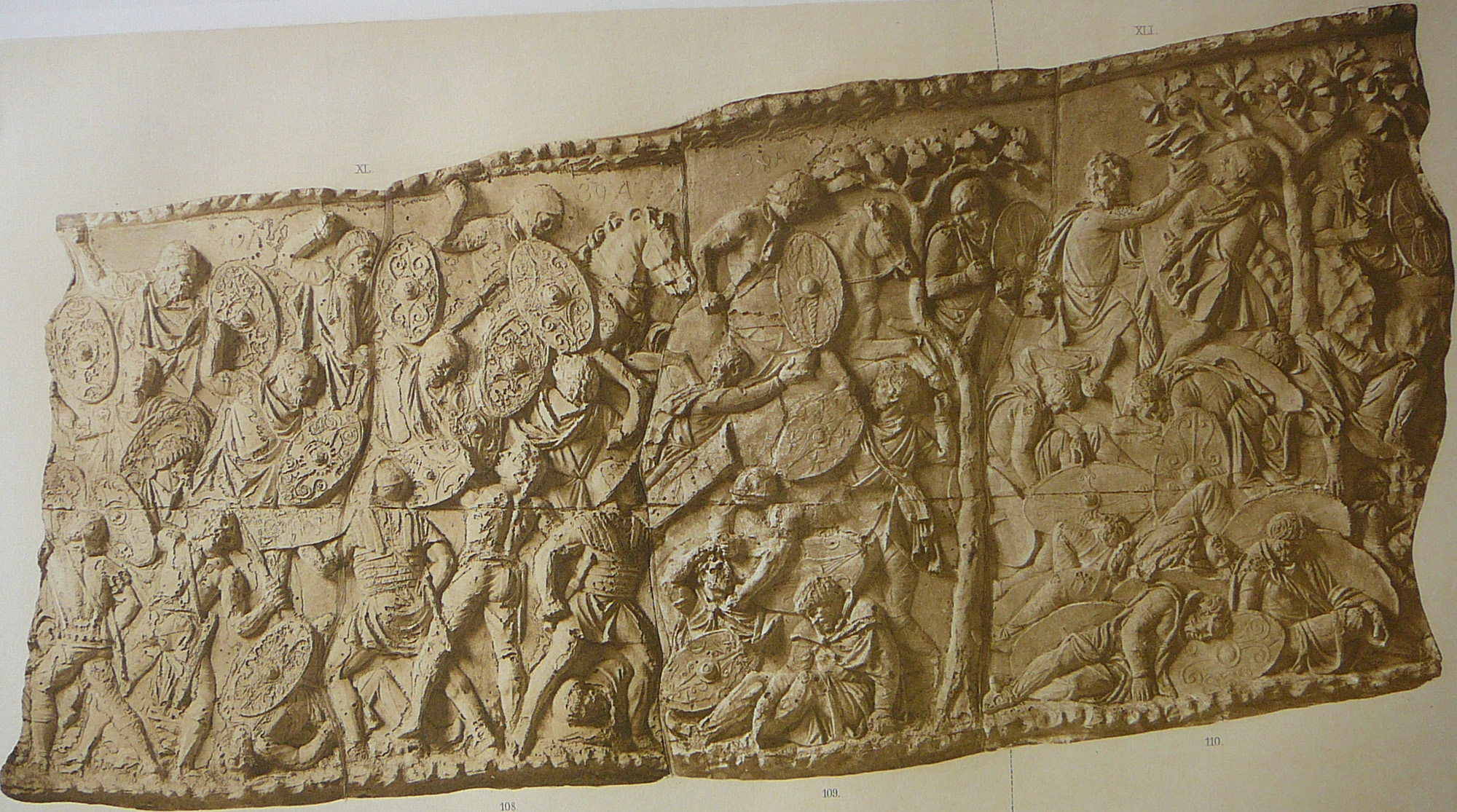
로마군과 다키아군 간의 치열한 전투 모습

트라야누스는 제국 전역에서 123일간의 승전 행사를 할 것을 명했다. 다키아의 풍부한 금광들이 확보되었고 그 뒤로 다키아는 로마 경제에 연간 7억 데나리우스만큼을 기여했고, 로마의 향후 군사 활동에 대한 자금을 제공하였고 유럽 곳곳의 로마 도시들의 급속한 확장에 도움을 줬다고 평가된다.:8 광산 활동의 흔적들은 여전히 확인 가능하고, 특히 로시아몬타너에서 두드러진다. 10만명의 남성 노예들이 로마로 보내졌는데, 이는 향후의 반란을 막으려는 것이었고, 게미나 제13군단과 마케도니카 제5군단 등이 다키아에 영구 배치되었다. 다키아의 정복된 절반 (남쪽)은 합병되어, 속주가 된 한편 북쪽 지역은 어떠한 국가도 형성되지 못 했다.
이 두 번의 전쟁은 로마의 광범위한 확장주의적 군사 활동에 있어 주목할만한 승리였다. 다키아 전쟁의 종전은 로마에 지속된 성장과 상대적 평화의 시기 시작을 나타냈다. 트라야누스는 광범위한 건축 사업들을 시작했고 신용을 얻는 원인이 되어 그에게 담쟁이 덩굴이라는 별칭이 붙었다.:8 트라야누스는 로마의 공공 시설들을 개선하며, 영예로운 시민들의 지도자가 되었고, 이에 따라 내부성장과 보편 제국으로서 강화라는 초석을 닦았다.

## 같이 보기
- 다키아의 군사
- 일리리아 전쟁
- 로마-페르시아 전쟁
- 마르코만니 전쟁
- 유대-로마 전쟁